# Ligne de tramway 30 (SNCV Groupe du Centre)
La ligne 30 est une ancienne ligne du tramway du Centre de la Société nationale des chemins de fer vicinaux (SNCV) qui reliait Anderlues à Strépy-Bracquegnies.

## Histoire
1891 : mise en service entre Morlanwelz et Houdeng-Aimeries, traction vapeur.
1895 : prolongement de Morlanwelz vers Bracquegnies.
En 1901, le tracé de la ligne pour la traversée du canal du Centre à Houdeng-Aimeries est modifié. Depuis son prolongement vers la gare de Bracquegnies en 1895, la ligne arrive à la place d'Aimeries par la rue Léon Houtart puis emprunte le pont tournant pour traverser le canal vers la place du Souvenir d'où la ligne part en site indépendant vers Strépy-Bracquegnies. L'étroitesse du pont tournant provoquant des encombrements, le tramway est alors dévié par une nouvelle section qui depuis la place d'Aimeries rejoint en site indépendant l'avenue Semaille pour traverser le canal du Centre par le pont fixe de la rue Liébin avant de continuer sur cette même rue pour rejoindre la voie en site indépendant vers Strépy-Bracquegnies.
1902 : électrification.
1910 : prolongement de Morlanwelz vers Anderlues Monument.
1er août 1936 : prolongement de Bracquegnies vers Maurage Place sous l'indice 30; service prolongé 31 vers Mons (repris à la ligne 17 du réseau de Mons).
1940 : prolongement des services 30 et 31 d'Anderlues vers Charleroi Eden via Anderlues Jonction en remplacement des services partiels 77 et 78 de la ligne 90.
1944-1945 : service 31 limité à Anderlues Jonction.
1er octobre 1952 : ligne 30 et service 31 limités à Bracquegnies Saint-Anne (section Bracquegnies - Maurage reprise par la ligne 80 et section Bracquegnies - Mons reprise par le service prolongé 82), ligne 30 limitée à Anderlues Jonction et service 31 prolongé à Charleroi Eden.
1978 : service 31 limité à Anderlues Jonction et prolongé à Maurage Place.
31 octobre 1986 : suppression pour rénovation (non réalisée).

## Exploitation

### Horaires
Tableaux : 447 (1931), numéro partagé avec la ligne 447B Houdeng-Gœgnies - Le Rœulx ; 875 (1958).